# وزارة الثقافة والفنون (الجزائر)
وزارة الثقافة والفنون (بالإنجليزية: Ministry of Culture and Arts)‏ (بالفرنسية: Ministère de la Culture et des Arts)‏، هي جهاز رسمي للحكومة الجزائرية يهتم بالثقافة الجزائرية من كل جوانبها، وهي الوزارة المسؤولة عن الحفاظ على الهوية الحضارية والثقافية، وحماية التراث الأثري والتاريخي ونشر الثّقافة محليا وإقليميا وعالميا والتفاعل مع الثقافات العالمية. كما تعمل على رعاية العملية الإبداعية وتنميتها، ورعاية المثقف وحماية الناتج الثقافي.

## مهامها
- حماية وترقية التراث الثقافي
- التشهير للكتب والنشاطات الأدبية
- تطوير الفنون وتشجيع الفنانين
- المهرجانات الثقافية
- النشاطات الثقافية
- التكوين الفني
- التعاون الدولي في مجال الثقافة.

## قائمة الوزراء
| الوزير                     | التسمية                                                     | العهدة                                                                                         | الحكومة |
| -------------------------- | ----------------------------------------------------------- | ---------------------------------------------------------------------------------------------- | --- |
| أحمد طالب الإبراهيمي       | وزير الإعلام والثقافة                                       | 1970-1977                                                                                      | حكومة بومدين الثالثة |
| رضا مالك                   | وزير الإعلام والثقافة                                       | 1977-1978                                                                                      | حكومة بومدين الرابعة |
| عبد الحميد مهري            | وزير الإعلام والثقافة                                       | 1979-1980                                                                                      | حكومة عبد الغاني الأولى |
| عبد الحميد مهري            | وزير الإعلام والثقافة                                       | 1980-1982                                                                                      | حكومة عبد الغاني الثانية |
| عبد المجيد مزيان           | وزير الثقافة                                                | 1982-1984                                                                                      | حكومة عبد الغاني الثالثة |
| عبد المجيد مزيان           | وزير الثقافة والسياحة                                       | 1984-1986                                                                                      | حكومة الإبراهيمي الأولى |
| بوعلام بسايح               | وزير الثقافة والسياحة                                       | 1986-1988                                                                                      | حكومة الإبراهيمي الثانية |
| محمد علي عمار              | وزير الإعلام والثقافة                                       | 1988-1989                                                                                      | حكومة مرباح |
| الشيخ بوعمران              | وزير الاتصال والثقافة                                       | 1991                                                                                           | حكومة غزالي الأولى |
| العربي دماغ العتروس        | وزير الثقافة                                                | 1991-1992                                                                                      | حكومة غزالي الثالثة |
| أبو بكر بلقايد             | وزير الاتصال والثقافة                                       | 1992                                                                                           | حكومة غزالي الثالثة |
| المؤسسة العمومية للتلفزيون | وزير الاتصال والثقافة                                       | 1992-1993                                                                                      | حكومة عبد السلام |
| سليمان الشيخ               | وزير الثقافة                                                | 1994-1995                                                                                      | حكومة سيفي الأولى |
| سليمان الشيخ               | وزير الثقافة                                                | 1995                                                                                           | حكومة سيفي الثانية |
| ميهوبي الميهوب             | وزير الاتصال والثقافة                                       | 1995-1997                                                                                      | حكومة أويحيى الأولى |
| حبيب شوقي حمراوي           | وزير الاتصال والثقافة                                       | 1997-1998                                                                                      | حكومة أويحيى الثانية |
| عبد العزيز رحابي           | وزير الاتصال والثقافة، الناطق الرسمي للحكومة                | 1998-1999                                                                                      | حكومة حمداني |
| عبد المجيد تبون            | وزير الاتصال والثقافة                                       | 1999-2000 (منصب ترك شاغرا 2 شهرين)                                                             | حكومة بن بيتور |
| محي الدين عميمور           | وزير الاتصال والثقافة                                       | 2000-2001                                                                                      | حكومة بن فليس الأولى |
| محمد عبو (سياسي جزائري)    | وزير الاتصال والثقافة                                       | 2001-2002                                                                                      | حكومة بن فليس الثانية |
| خليدة تومي                 | وزير الاتصال والثقافة                                       | 2002-2003 2003-2004                                                                            | حكومة بن فليس الثالثة حكومة أويحيى الثالثة |
| خليدة تومي                 | وزير الثقافة                                                | 2004-2005 2005-2006 2006-2007 2007-2008 2008 2008-2009 2009-2010 2010-2012 2012-2013 2013-2014 | حكومة أويحيى الرابعة حكومة أويحيى الخامسة حكومة بلخادم الأولى حكومة بلخادم الثانية حكومة أويحيى السادسة حكومة أويحيى السابعة حكومة أويحيى الثامنة حكومة أويحيى التاسعة حكومة سلال الأولى حكومة سلال الثانية |
| نادية لعبيدي               | وزير الثقافة                                                | 2014-2015                                                                                      | حكومة سلال الثالثة |
| عز الدين ميهوبي            | وزير الثقافة                                                | 2015-2017 2017 2017-2019                                                                       | حكومة سلال الرابعة حكومة سلال الخامسة حكومة تبون حكومة أويحيى العاشرة |
| مريم مرداسي.               | وزير الثقافة                                                | 2019                                                                                           | حكومة بدوي |
| حسان رابحي                 | وزير الإتصال، الناطق الرسمي للحكومة ووزير الثقافة بالنيابة. | 2019-                                                                                          | حكومة بدوي |
| مليكة بن دودة              | وزيرة الثقافة                                               | 2020-2021                                                                                      | حكومة جراد الأولى وحكومة جراد الثانية و حكومة جراد الثالثة |
| وفاء شعلال                 | وزيرة الثقافة والفنون                                       | 2021-2022                                                                                      | حكومة بن عبد الرحمان |
| صورية مولوجي               | وزيرة الثقافة والفنون                                       | منذ 2022                                                                                       | حكومة بن عبد الرحمان |
| زهير بللو                  | وزير الثقافة والفنون                                        | منذ 2024                                                                                       | حكومة نذير العرباوي |

## الهيكل التنظيمي

### بعض الجهات التابعة
أوبرا الجزائر.
المسرح الوطني الجزائري.
المركز الوطني للسينما والسمعي البصري.
المركز الجزائري لتطوير السينما.
المجلس الوطني للفنون والآداب.
المسارح الجهوية.
المتاحف.
مركز الفنون والمعارض بتلمسان.

### مؤسسات التوزيع الثقافي
الديوان الوطني لحقوق المؤلف والحقوق المجاورة.
الوكالة الوطنية للإشعاع الثقافي.
الديوان الوطني للثقافة والإعلام.
قصر الثقافة.
دور الثقافة.

### الكتاب والمطالعة العمومية
المكتبة الوطنية الجزائرية.
المركز الوطني للكتاب. 
المكتبات الرئيسية للمطالعة العمومية.

### مؤسسات التكوين
الثانوية الوطنية للفنون.
المعهد الوطني العالي للموسيقى.
المعهد الوطني العالي للفنون المسرحية.
المعهد الوطني العالي للسينما.
المدرسة الوطنية العليا للفنون الجميلة.
المدرسة الوطنية العليا لحفظ وترميم الممتلكات الثقافية.

## وصلات خارجية
- الموقع الرسمي لوزارة الثقافة الجزائرية (بالعربية)